# Liberalitas
Dans la mythologie romaine, la déesse Liberalitas est l'allégorie de la générosité. Elle est associée aux libéralités impériales, c'est-à-dire aux distributions d'argent faites épisodiquement au peuple de Rome à partir d'Hadrien. 